# Méntrida (kommunhuvudort)
Méntrida är en kommunhuvudort i Spanien.   Den ligger i provinsen Toledo och regionen Kastilien-La Mancha, i den centrala delen av landet, 50 km väster om huvudstaden Madrid. Méntrida ligger 539 meter över havet och antalet invånare är 3 143.
Terrängen runt Méntrida är lite kuperad. Runt Méntrida är det ganska glesbefolkat, med 43 invånare per kvadratkilometer. Närmaste större samhälle är Navalcarnero, 16,3 km öster om Méntrida. Trakten runt Méntrida består till största delen av jordbruksmark.